# Rockstar (Nickelback)
"Rockstar" was de vijfde single van de Canadese rockband Nickelback. Het nummer werd uitgebracht in 2005 als single van hun vijfde album All the Right Reasons. Aanvankelijk werd de single alleen in de VS en Canada uitgebracht, later volgde een wereldwijde uitgave. De gesproken zangpartijen tussen elk couplet worden geleverd door Billy Gibbons van ZZ Top.

## Videoclip
Toen het nummer voor het eerst werd uitgebracht in augustus 2005, was er nog geen videoclip gemaakt voor de single. Dori Oskowitz, die de voor de band eerder de videoclip If Everyone Cared regisseerde, maakte ook de videoclip voor de heruitgave van de single. De clip was de best verkochte videoclip van 2007 bij iTunes.
In de videoclip speelden veel beroemdheden mee, die samen met niet-beroemdheden playbackten op de tekst van het nummer. Soms heeft de tekst die de beroemdheden playbacken betrekking op henzelf.
De niet-beroemdheden zijn gefilmd voor beroemde gebouwen, zoals Times Square in New York en Millennium Park in Chicago.
Aan het einde van de videoclip wordt Nickelback getoond terwijl ze live spelen op een podium, dit werd gefilmd op 13 juli 2007 bij het Comcast Center for the Performing Arts in Mansfield (Massachusetts).

### Cast
Enkele beroemdheden die figureerden in de videoclip zijn:
- Billy Gibbons
- Dale Earnhardt jr.
- Eliza Dushku
- Gene Simmons
- Wayne Gretzky
- John Rich van het countryduo Big & Rich
- De cast van The Girls Next Door
- Jerry Cantrell

- The Naked Cowboy
- Kid Rock
- Lupe Fiasco*
- Nelly Furtado
- De crew van American Chopper
- Paul Wall
- Ted Nugent
- Grant Hill
- Chuck Liddell

## Hitnotering
| Rockstar in de Nederlandse Top 40 - binnen: 1 december 2007 | Rockstar in de Nederlandse Top 40 - binnen: 1 december 2007 | Rockstar in de Nederlandse Top 40 - binnen: 1 december 2007 | Rockstar in de Nederlandse Top 40 - binnen: 1 december 2007 | Rockstar in de Nederlandse Top 40 - binnen: 1 december 2007 | Rockstar in de Nederlandse Top 40 - binnen: 1 december 2007 | Rockstar in de Nederlandse Top 40 - binnen: 1 december 2007 | Rockstar in de Nederlandse Top 40 - binnen: 1 december 2007 | Rockstar in de Nederlandse Top 40 - binnen: 1 december 2007 | Rockstar in de Nederlandse Top 40 - binnen: 1 december 2007 | Rockstar in de Nederlandse Top 40 - binnen: 1 december 2007 |
| Week                                                        | 48                                                          | 49                                                          | 50                                                          | 51                                                          | 52                                                          | 1                                                           | 2                                                           | 3                                                           | 4                                                           |                                                             |
| ----------------------------------------------------------- | ----------------------------------------------------------- | ----------------------------------------------------------- | ----------------------------------------------------------- | ----------------------------------------------------------- | ----------------------------------------------------------- | ----------------------------------------------------------- | ----------------------------------------------------------- | ----------------------------------------------------------- | ----------------------------------------------------------- | ----------------------------------------------------------- |
| Nummer                                                      | 38                                                          | 36                                                          | 34                                                          | 29                                                          | 25                                                          | 28                                                          | 30                                                          | 39                                                          | 40                                                          | uit                                                         |

### NPO Radio 2 Top 2000
Rockstar stond alleen in 2018 in de NPO Radio 2 Top 2000, op plek 1961.